# ألين هوسكينز
ألين هوسكينز (بالإنجليزية: Allen Hoskins)‏ مواليد 09 أغسطس 1920 في بوسطن - الوفاة 26 يوليو 1980 في أوكلاند، هو ممثل أمريكي بدأ مسيرته الفنية سنة 1922. من أعماله الابتسامة تنتصر. امتدت مسيرته الفنية لأكثر من 30 عاما.

## روابط خارجية
- ألين هوسكينز على موقع IMDb (الإنجليزية)
- ألين هوسكينز على موقع ألو سيني (الفرنسية)
- ألين هوسكينز على موقع أول موفي (الإنجليزية)
- ألين هوسكينز على موقع قاعدة بيانات الأفلام السويدية (السويدية)
- ألين هوسكينز على موقع قاعدة بيانات الفيلم (الإنجليزية)
- ألين هوسكينز على موقع كينوبويسك (الروسية)